# Pola X (álbum)
Pola X es la banda sonora de la película de 1999 Pola X, del director Léos Carax. El productor del álbum fue el músico Scott Walker, con la contribución de otras bandas, tales como Smog y Sonic Youth.

## Lista de canciones
Todas las canciones compuestas por Scott Walker, a menos que se diga lo contrario.
1. "The Time Is Out Of Joint" – 1:08
2. "Light" – 3:20
3. "Meadow" – 2:09
4. "The Darkest Forest" – 5:42
5. "Extra Blues" por Smog – 6:03
6. "Never Again" – 1:26
7. "Iza Kana Zanbi" por Fairuz – 8:53
8. "Trang Mo Ben Suo" por Gilles Fournier – 1:15
9. "Zai Na Yao Yuan De Di Fang" por Gilles Fournier – 0:59
10. "Church Of The Apostles" – 5:53
11. "Bombupper" – 1:39
12. "River Of Blood" – 1:22
13. "Blink" por Sonic Youth – 5:21
14. "Running" – 1:56
15. "Closing" – 1:49
16. "Isabel" – 6:51